# Mar-a-Lago
Mar-a-Lago è una villa situata a Palm Beach, in Florida. Considerata National Historic Landmark nel 1980, è stata costruita negli anni venti del XX secolo da Marjorie Merriweather Post, che alla morte la designò come residenza invernale per i presidenti degli Stati Uniti. Decorata da Joseph Urban, dopo la morte della Post, avvenuta nel 1973, venne affittata al governo degli USA fino al 1981. Nel dicembre del 1985 venne acquistata dall'imprenditore Donald Trump.
Il nome della tenuta significa in spagnolo "dal mare al lago", in riferimento al fatto che la proprietà si estende da Palm Beach, sull'Oceano Atlantico, fino alla laguna di Lake Worth.

## Storia

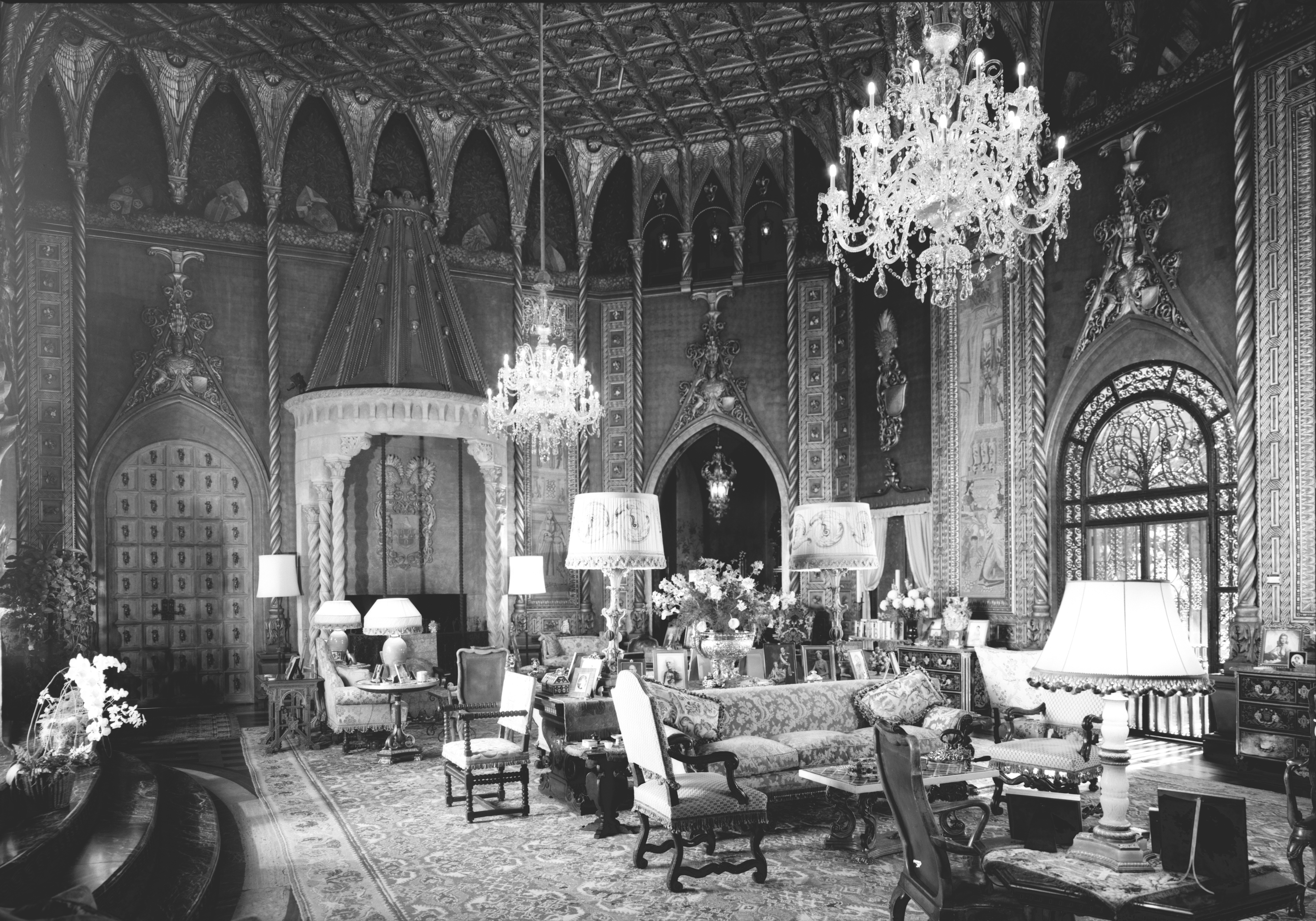
Un salotto di Mar-a-Lago nel 1967.

### Costruzione
L'ereditiera Marjorie Merriweather Post finanziò la costruzione del complesso insieme al marito Edward F. Hutton. Il progetto fu affidato a Marion Sims Wyeth e Joseph Urban; i lavori costarono 7 milioni di dollari e furono conclusi nel 1927.
Il complesso dispone di 58 camere da letto, 33 servizi igienici, una sala da pranzo con un tavolo in pietre dure lungo 8 metri, 12 caminetti e 3 rifugi antiaerei. La tenuta si estende su 17 acri.
Il 18 aprile 2012 la sezione della Florida dell'American Institute of Architects ha posizionato Mar-a-Lago al quinto posto nella classifica dei 100 edifici storici più significativi dello Stato.

### Utilizzo
Marjorie Post, nelle sue ultime volontà, lasciò la tenuta in eredità al governo federale, così che potesse servire da residenza invernale (Winter White House) per il presidente degli Stati Uniti e per i suoi ospiti. Il primo presidente a poterne beneficiare fu Richard Nixon, che però preferì utilizzare la propria residenza di Key Biscayne; i suoi successori Gerald Ford e Jimmy Carter analogamente decisero di non soggiornarvi. Gli imponenti costi di manutenzione della tenuta (ivi compresi i servizi di sicurezza) ben presto indussero l'amministrazione a rinunciare al lascito, restituendo la proprietà alla Post Foundation, che la mise in vendita per 20 milioni di dollari. In mancanza di manifestazioni d'interesse per l'acquisto, gli eredi della costruttrice pianificarono anche di demolire parzialmente il complesso.

### Il passaggio a Donald Trump

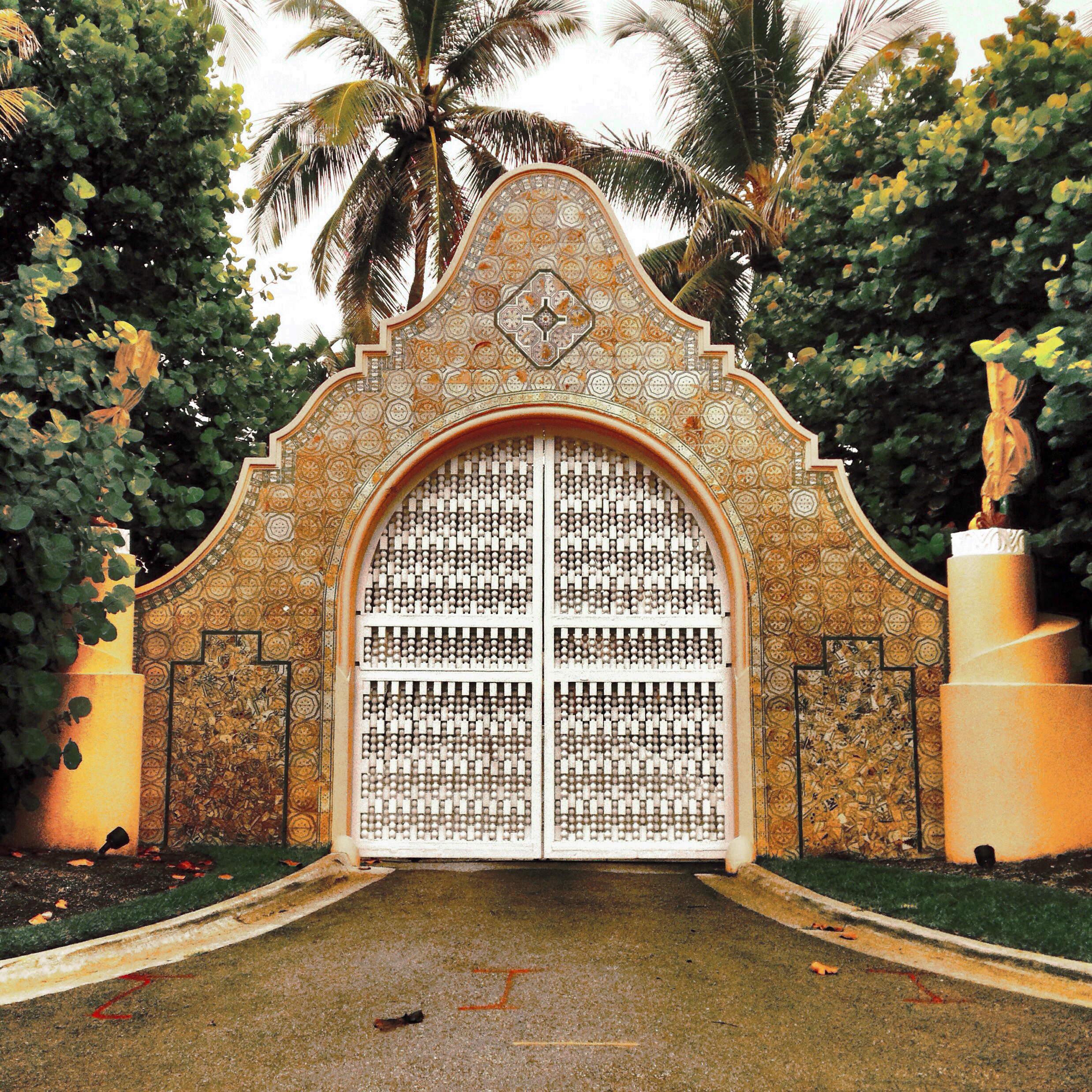
Il cancello d'ingresso nel 2014

A sventare i propositi di demolizione intervenne Donald Trump, che offrì di comprare la tenuta per 15 milioni di dollari, cifra che gli eredi Post rifiutarono. Trump pertanto comprò la striscia di terra tra Mar-a-Lago e l'oceano per 2 milioni di dollari, minacciando di costruirvi un palazzo, che avrebbe tolto a Mar-a-Lago la vista sul mare. I proprietari infine cedettero e nel 1985 il magnate newyorkese si aggiudicò tutta la tenuta per una cifra stimata tra 7 e 10 milioni di dollari, più altri 8 milioni per gli arredi interni.
Trump intestò la proprietà all'allora moglie Ivana e vi effettuò una corposa ristrutturazione, ricavando una sala da ballo da 1.900 m², cinque campi da tennis e una piscina vista mare.
Nei primi anni 1990, Trump ebbe problemi finanziari e per reperire fondi propose di lottizzare Mar-a-Lago, ricavandovi piccole proprietà da poter poi vendere o affittare; la proposta fu però bocciata dal city council di Palm Beach. L'imprenditore pertanto optò per trasformare la tenuta in un club aperto a facoltosi clienti.

### L'irruzione dell'FBI del 2022
L'8 agosto del 2022, una squadra del Federal Bureau of Investigation, fa irruzione nella tenuta per verificare la presenza al suo interno dei documenti riservati (relativi al mandato di Donald Trump come presidente USA) racchiusi in 15 scatole sparite dall'archivio dei documenti federali. La perquisizione ha portato al ritrovamento di 300 documenti; Trump ha reagito al blitz dell'FBI dichiarandolo "illegale e incostituzionale" e accusando chi ha dato l'ordine di aver voluto sabotare la sua campagna elettorale che avrebbe poi portato l'ex presidente a vincere le elezioni presidenziali del 2024. Successivamente, il 12 agosto, il Procuratore generale degli Stati Uniti d'America Merrick Garland, afferma di aver autorizzato il blitz dell'FBI.